# FAAC

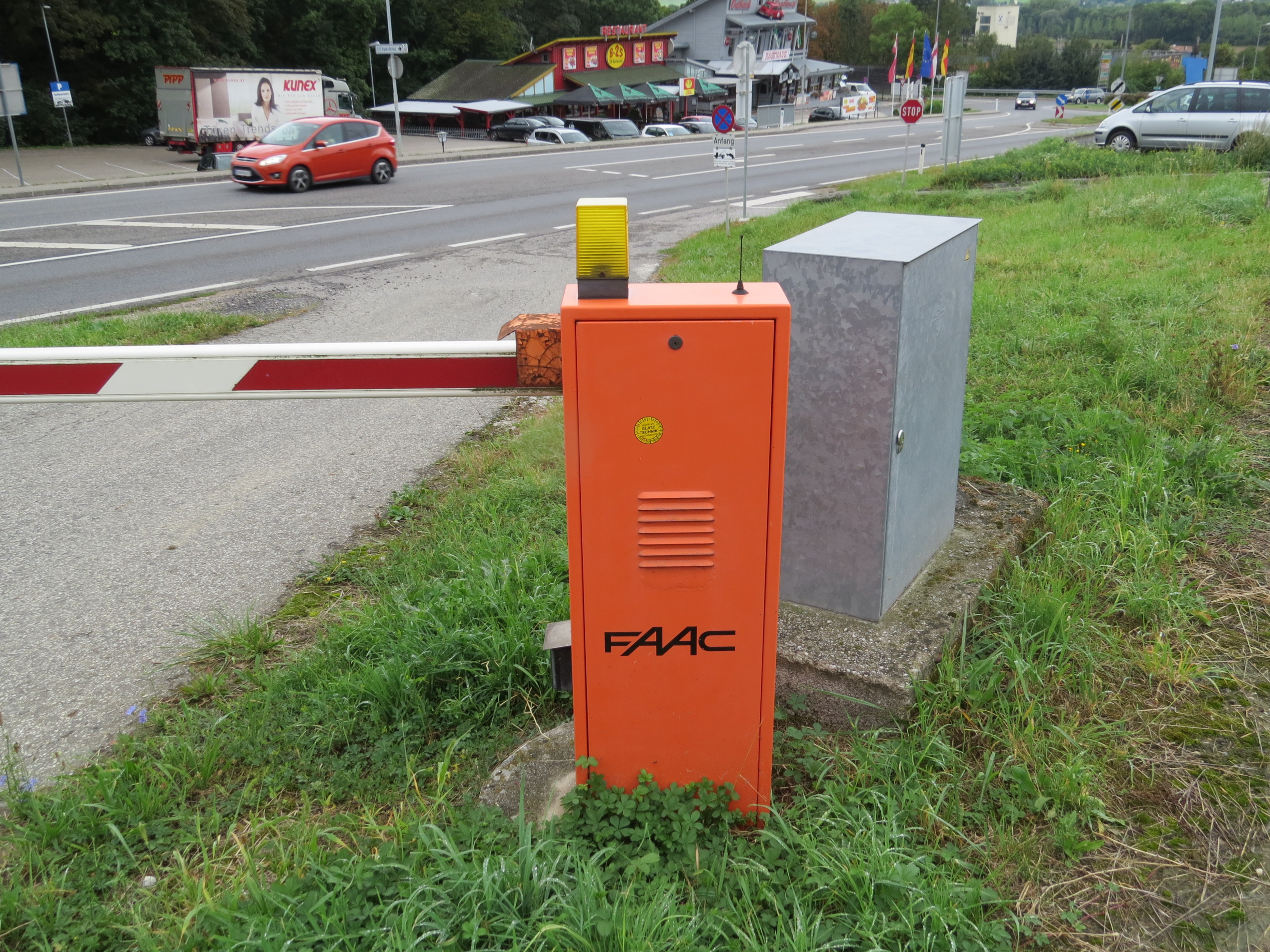
Bahnschranken von FAAC in Ybbs an der Donau, Niederösterreich (2017)

Die FAAC Group mit Sitz in Zola Predosa bei Bologna ist ein global agierendes italienisches Maschinenbauunternehmen. Das Unternehmen entwickelt, produziert und vertreibt automatische Antriebe und Steuerungen für Drehflügeltore, Schiebetore, Hof- und Garagentore, Schranken, Pollersysteme, Parksysteme sowie Rollläden und Sonnenschutzanlagen. 
Die 1965 in Bologna gegründete Fabbrica Automatismi Apertura Cancelli ist heute eine große multinationale Gruppe mit mehr als 2.200 Beschäftigen auf fünf Kontinenten, mit 18 Produktionsbetrieben, 32 Vertriebsniederlassungen in 24 Ländern sowie mit einem offiziellen Händler-Netzwerk in über 80 Ländern. 2014 erzielte FAAC einen Umsatz von 331 Millionen Euro.
Dem Unternehmensgründer Giuseppe Manini folgte dessen Sohn Michelangelo, der die Firma in eine multinationale Gruppe ausbaute. Als Michelangelo Manini 2012 nach langer Krankheit im Alter von nur 50 Jahren starb, vermachte er sein gesamtes, auf 1,7 Mrd. Euro geschätztes, Erbe der Kurie von Bologna.